# Mio Backhaus
Mio Backhaus is een Duits-Japans voetballer die als doelman speelt voor Werder Bremen.

## Clubcarrière
Backhaus speelde in de jeugd voor Kawasaki Frontale, Alemannia Aachen en Werder Bremen. In het seizoen 2021/22 kwam hij 15 keer in actie voor de onder 19 en kwam hij tot vijf wedstrijden voor Werder Bremen II in de Regionalliga Nord. Tevens maakte hij voor de wedstrijd tegen SV Sandhausen voor het eerst deel uit van de wedstrijdselectie van het eerste team, nadat tweede doelman Michael Zetterer vanwege een COVID-19 infectie onbeschikbaar was. In de voorbereiding van het seizoen 2022/23 mocht Backhaus meetrainen met het eerste elftal. Desondanks bleef het bij minuten in de onder 19 en in het tweede elftal van de ploeg uit Bremen. 
Op 2 juli 2023 kwam het nieuws naar buiten dat Werder Bremen de doelman wilde verhuren om hem ervaring op te laten doen op een hoger niveau. De ploeg was hiervoor op zoek naar een club uit de 2. Bundesliga, 3. Liga of een club uit een buurland. Drie dagen later werd bekend dat Backhaus voor het seizoen 2023/24 op huurbasis aan de slag ging bij FC Volendam, de nummer veertien van het voorgaande seizoen in de Eredivisie. Backhaus maakte op 8 juli 2023 zijn officieuze debuut voor FC Volendam in een oefenduel tegen SVZW Wierden. Op 11 augustus 2023 volgde zijn officiële debuut in de seizoensopener tegen Vitesse. Backhaus was in het seizoen 2023/24 eerste doelman bij FC Volendam en kwam in totaal 34 duels in actie. Aan het einde van het seizoen keerde hij weer terug naar Duitsland.
Bij zijn terugkeer in Bremen medio 2024 fungeerde Backhaus als tweede doelman van Werder Bremen, achter Michael Zetterer.

## Clubstatistieken

#### Beloften
| Seizoen | Club             | Land               | Competitie        | Competitie | Competitie | Play-offs | Play-offs |
| Seizoen | Club             | Land               | Competitie        | Wed.       | Dlp.       | Wed.      | Dlp.      |
| ------- | ---------------- | ------------------ | ----------------- | ---------- | ---------- | --------- | --------- |
| 2021/22 | Werder Bremen II | Vlag van Duitsland | Regionalliga Nord | 5          | 0          | 0         | 0         |
| 2022/23 | Werder Bremen II | Vlag van Duitsland | Regionalliga Nord | 9          | 0          | 0         | 0         |
| Totaal  | Totaal           | Totaal             | Totaal            | 14         | 0          | 0         | 0         |

Bijgewerkt t/m 17 juli 2023

#### Senioren
| Seizoen         | Club            | Land               | Competitie      | Competitie | Competitie | Beker | Beker | Play-offs | Play-offs | Totaal is | Totaal is |
| Seizoen         | Club            | Land               | Competitie      | Wed.       | Dlp.       | Wed.  | Dlp.  | Wed.      | Dlp.      | Wed.      | Dlp.      |
| --------------- | --------------- | ------------------ | --------------- | ---------- | ---------- | ----- | ----- | --------- | --------- | --------- | --------- |
| 2023/24         | → FC Volendam   | Vlag van Nederland | Eredivisie      | 33         | 0          | 1     | 0     | 0         | 0         | 34        | 0         |
| Carrière totaal | Carrière totaal | Carrière totaal    | Carrière totaal | 33         | 0          | 1     | 0     | 0         | 0         | 34        | 0         |

 Bijgewerkt t/m 27 mei 2024

## Interlandcarrière
Backhaus werd geboren in Duitsland als zoon van een Japanse moeder, waardoor hij de mogelijkheid heeft om voor beide landen uit te komen. Hierdoor kwam hij uit voor jeugdselecties van beide landen.
1 Zetterer ·
3 Jung ·
4 Stark ·
5 Pieper ·
6 Stage ·
7 Ducksch ·
8 Weiser ·
9 Silva ·
10 Bittencourt ·
11 Njinmah ·
13 Veljković ·
14 Lynen ·
15 Burke ·
17 Grüll ·
19 Köhn ·
20 Schmid ·
22 Malatini ·
25 Kolke ·
26 Imasuen ·
27 Agu ·
28 Alvero ·
29 Kaboré ·
30 Backhaus ·
32 Friedl  ·
33 Nankishi ·
35 Opitz ·
38 Topp ·
Coach: Werner